# フィリゲーラ
フィリゲーラ（伊: Filighera）は、イタリア共和国ロンバルディア州パヴィーア県にある、人口約800人の基礎自治体（コムーネ）。

## 地理

### 位置・広がり

#### 隣接コムーネ
隣接するコムーネは以下の通り。
- アルブッツァーノ
- ベルジョイオーゾ
- コピアーノ
- コルテオローナ・エ・ジェンツォーネ
- ヴィスタリーノ

### 気候分類・地震分類
気候分類では、zona E, 2628 GGに分類される。
また、イタリアの地震リスク階級 (it) では、zona 3 (sismicità bassa) に分類される
。

## 行政

### 分離集落
フィリゲーラには、以下の分離集落（フラツィオーネ）がある。
- Fanese, Montesano, Ca' Lepre, Case Nuove, Beatico inferiore e superiore, C.na Nuova, C.na Sacchina, C.na Fornace